# Rise Herred
Rise Herred hørte i middelalderen til Ellumsyssel. Senere kom det under Aabenraa Amt.
Rise Herred nævnes i Kong Valdemars Jordebog fra 1231 som Risæhæreth.
I herredet ligger følgende sogne:
- Bjolderup Sogn – (tidl. Tinglev Kommune)
- Hjordkær Sogn – (tidl. Rødekro Kommune)
- Løjt Sogn – (Aabenraa Kommune)
- Rise Sogn – (tidl. Rødekro Kommune)
- Aabenraa Sogn – (Aabenraa Kommune)